# アリルイソチオシアネート
アリルイソチオシアネート (Allyl isothiocyanate, AITC) は、示性式CH2CHCH2NCSで表される集積二重結合化合物の1つであり、有機硫黄化合物にも分類される。無色の油状液体で、マスタードやワサビなどの辛味成分である。辛味や催涙作用の発現には、TRPA1、TRPV1の2つのイオンチャネルが関わっている。水には微溶だが、ほとんどの有機溶媒には可溶である。アリル芥子油とも。

## 生合成と生理機能
クロガラシやカラシナの種子から得ることができる。これらの種子が破壊されると、放出されたミロシナーゼの働きでシニグリンとして知られるカラシ油配糖体が分解され、AITCが生じる。
この物質は本来、草食動物への忌避物質として機能していると見られる。AITCそのものは植物体に対しても有害であるが、これを無害なカラシ油配糖体の形で貯蔵し、草食動物に摂食された際にミロシナーゼによってAITCを遊離することで忌避作用が発揮されると考えられる。
植物体に対する作用としては、ACC合成酵素の活性と発現を抑制し、植物体の老化を早めるエチレンの発生量を減らすことが確認されている。

## 合成と利用
塩化アリルとチオシアン酸カリウムの反応により合成される。
{\displaystyle {\ce {CH2=CHCH2Cl\ + KSCN -> CH2=CHCH2NCS\ + KCl}}}
この反応で得られた物質は"合成マスタードオイル"として知られる。種子の乾留によっても純度92%程度の油が得られるが、こちらが本来のマスタードオイルであり、主に香料として用いられる。合成マスタードオイルは殺虫剤・殺菌剤・殺線虫剤などとして、作物保護に用いられる。また、聴覚障害者用の火災警報器にも使用されている。この臭いをかぐと深い眠りからでも確実に起きると言われる。この他に、物品の防虫にも用いられることがある他に、ヒアリの忌避剤などとしての使用も考えられている。

AITCは加水分解によってアリルアミンを生成する。

## 安全性
ラットに対する経口でのLD50値は339mg/kg、マウスに対する経皮でのLD50値は80mg/kgと報告されている。

## 抗腫瘍作用
in vitro 実験と動物実験では、がん予防剤としての多くの望ましい性質が示されている。